# Col d'Allos
De Col d'Allos is een 2250 meter hoge bergpas in de Franse Alpen die de verbinding vormt tussen Barcelonnette en Allos. De pasweg is gewoonlijk van mei tot oktober voor verkeer geopend.
De route over de Col d'Allos loopt parallel aan de oostelijker gelegen paswegen Cayolle en Bonette. Ten zuiden van de pashoogte ontspringt de rivier de Verdon die verderop de Gorges du Verdon heeft uitgesleten.

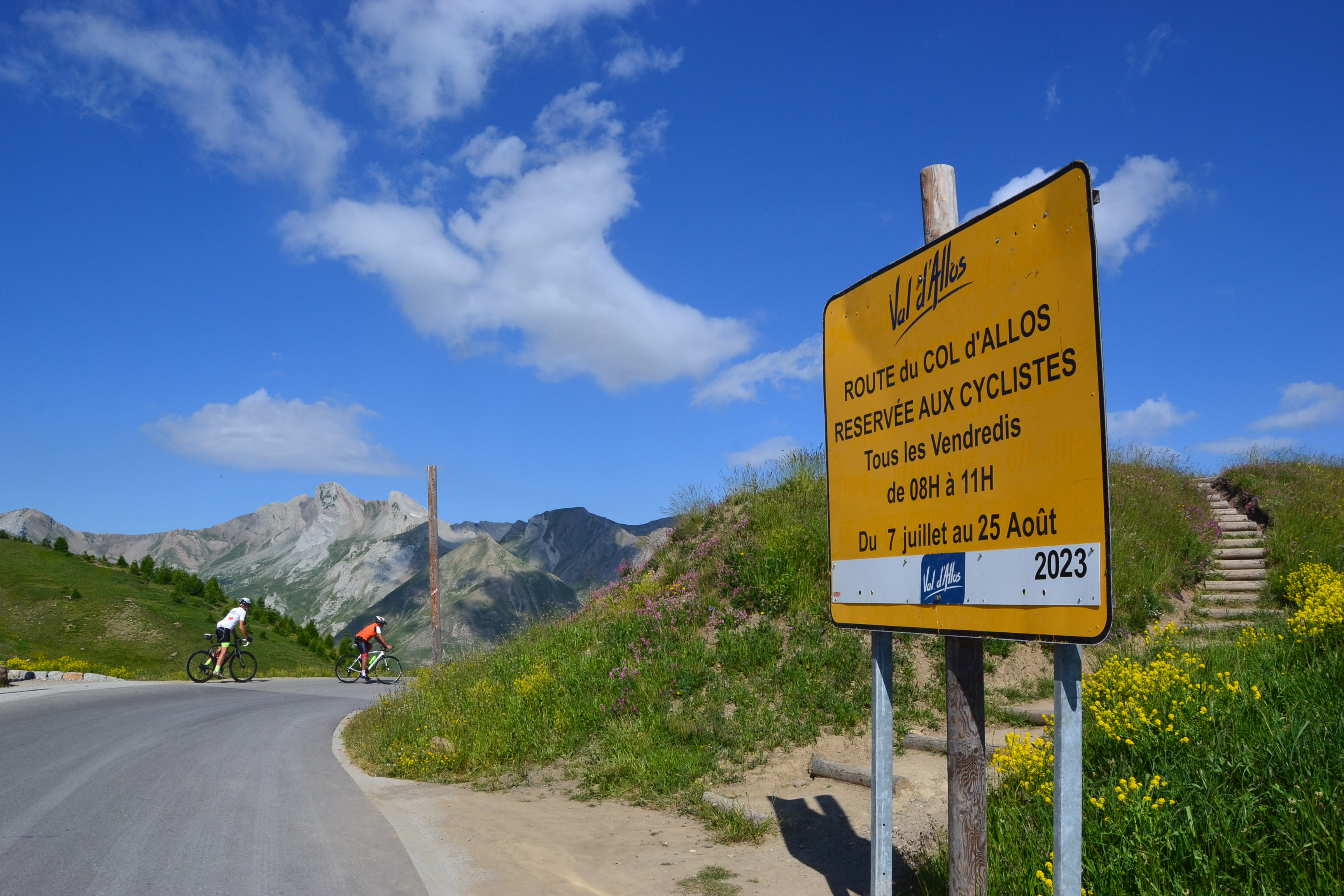

In juli en augustus is de pas op vrijdagen gereserveerd voor fietsers.

## Ronde van Frankrijk
De Col d'Allos is bekend van de wielerkoers Ronde van Frankrijk. 
| jaar | eerste boven           | nationaliteit |
| ---- | ---------------------- | ------------- |
| 1911 | François Faber         | Luxemburg     |
| 1912 | Octave Lapize          | Frankrijk     |
| 1913 | Lucien Petit-Breton    | Frankrijk     |
| 1914 | Firmin Lambot          | België        |
| 1914 | Henri Pélissier        | Frankrijk     |
| 1919 | Honoré Barthélémy      | Frankrijk     |
| 1920 | Firmin Lambot          | België        |
| 1921 | Honoré Barthélémy      | Frankrijk     |
| 1921 | Hector Heusghem        | België        |
| 1922 | Jean Alavoine          | Frankrijk     |
| 1923 | Henri Pélissier        | Frankrijk     |
| 1924 | Nicolas Frantz         | Luxemburg     |
| 1925 | Auguste Verdyck        | België        |
| 1926 | Lucien Buysse          | België        |
| 1927 | Nicolas Frantz         | Luxemburg     |
| 1928 | Nicolas Frantz         | Luxemburg     |
| 1929 | Joseph Demuysere       | België        |
| 1930 | Benoît Faure           | Frankrijk     |
| 1931 | Joseph Demuysere       | België        |
| 1932 | Benoît Faure           | Frankrijk     |
| 1933 | Fernand Fayolle        | Frankrijk     |
| 1934 | René Vietto            | Frankrijk     |
| 1935 | Félicien Vervaecke     | België        |
| 1936 | Julián Berrendero      | Spanje        |
| 1937 | Mario Vicini           | Italië        |
| 1938 | Gino Bartali           | Italië        |
| 1939 | Edward Vissers         | België        |
| 1947 | René Vietto            | Frankrijk     |
| 1948 | Jean Robic             | Frankrijk     |
| 1949 | Fausto Coppi           | Italië        |
| 1957 | Louis Bergaud          | Frankrijk     |
| 1967 | Georges Chappe         | Frankrijk     |
| 1969 | Luis Pedro Santamarina | Spanje        |
| 1975 | Eddy Merckx            | België        |
| 2000 | Pascal Hervé           | Frankrijk     |
| 2015 | Simon Geschke          | Duitsland     |

In 1914 en 1921 kwamen er twee renners tegelijkertijd als eerste boven.